# Cisnădie
Cisnădie là một thị xã thuộc hạt Sibiu, România. Dân số thời điểm năm 2002 là 15615 người.